# SAFA Gartenfachhandel, Saatgutwirtschaft
Die SAFA Gartenfachhandel, Saatgutwirtschaft war eine Zeitschrift, die laut ihrem Untertitel als „die Fachzeitschrift für das moderne Samen- und Gartenfachgeschäft, das Gartencenter“ fungierte. Herausgeber des von 1973 bis 1983 erschienenen Blattes war die Interessengemeinschaft aus den Arbeitsorganisationen Fachgruppe Saatgut, des Verbands Deutscher Landwirtschaftlicher Untersuchungs- und Forschungsanstalten, dem Bundesverband Deutscher Saatguterzeuger, dem Bundesverband Deutscher Samenkaufleute und Pflanzenzüchter, der Fördergemeinschaft für Saatgutforschung sowie dem Verband Deutscher Gartencenter.
Das Periodikum, Nachfolgerin der Zeitschrift Saatgut-Wirtschaft, enthielt zeitweilig die Beilagen Blickfang und Schaufenster des Monats sowie Der Samenfachmann.
Nachfolgerin der SAFA war die ab 1983 erschienene Zeitschrift GAFA Gartenfachhandel, Saatgutwirtschaft.